# Jan Buchar

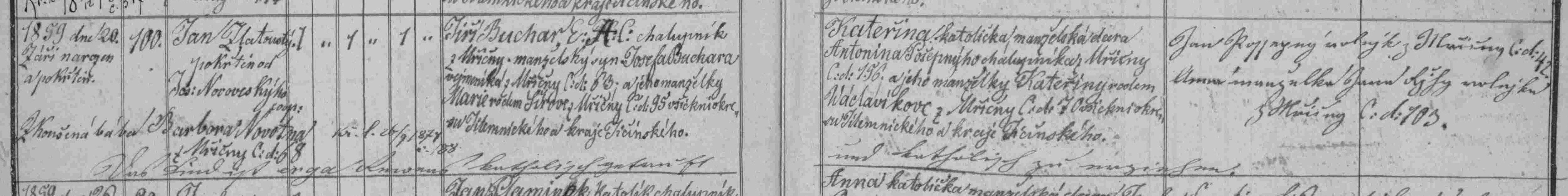
matriční zápis o narození a křtu Jana Buchara (matrika N 1853-1869 Mříčná (SOA Zámrsk))

Jan Buchar (20. září 1859 Mříčná – 10. října 1932 Praha) byl český učitel, průkopník lyžování a horské turistiky v Krkonoších. V zimě 1892-93 byl jedním z prvních krkonošských lyžařů, poté společně s pražským Ski klubem (předseda: Josef Rössler) organizoval množství horských túr a propagačních přednášek. V roce 1903 se podílel na založení Svazu českých lyžařů a stal se jeho prvním předsedou. Měl podíl také na rozvoji turistické infrastruktury (značkování cest, kartografie, zřizování nocleháren). Podporoval české menšiny v pohraničí. Za zásluhy o popularizaci sportu i rozvoj regionu byl oceněn čestným členstvím v několika sportovních klubech a čestným občanstvím v Jilemnici a dalších obcích.

## Životopis
Narodil se r. 1859 v Mříčné. Přes 40 let působil jako učitel v Dolních Štěpanicích. Od roku 1884 se věnoval turistice. V roce 1892 dal podnět k založení první české studentské noclehárny na Labské boudě a k výstavbě cesty ze Žalého na Mísečky (dnes Bucharova cesta).
V roce 1890 přivezl hrabě Jan Harrach na své panství norské lyže. V zimě 1892–93 podle nich nechal vyrobit na pile v Dolních Štěpanicích několik kopií a nabídl vybraným lidem, mezi jinými i učiteli Janu Bucharovi, aby je vyzkoušeli. Setkaly se s okamžitým úspěchem. Lesníci, kteří do té doby chodili do vysokého sněhu v „krokvích“ (primitivnější obdoba kanadských sněžnic), se nyní mohli dostat s menší námahou i do jinak nepřístupných míst.
Zatímco hrabě Harrach uvažoval o lyžích jen jako o pracovní pomůcce, uvědomil si Buchar jejich možnosti pro turistiku. Následujícího volného dne se vypravil s fotografem Hynkem Bedrníkem na lyžích na Benecko. O výletu večer nadšeně hovořili v restauraci U modré hvězdy v Jilemnici. Brzy se kolem nich vytvořila skupina, z níž zanedlouho vznikl Český krkonošský spolek „Ski“. O jeho založení napsal Buchar článek, který vyšel v časopise Pražský ilustrovaný kurýr 11. května 1893. Tam si jej všiml Josef Rössler, předseda lyžařského odboru Bruslařského klubu v Praze, který byl založen už roku 1887. Oba spolky od následující sezóny navázaly spolupráci. Buchar s jilemnickým klubem pořádal pro Pražany pravidelné výlety do hor, pražská skupina naopak využívala svých kontaktů k propagaci v tisku.
Výrazně se podílel na vzniku Svazu českých lyžařů, který byl založen 21. listopadu 1903 v Jablonci nad Jizerou jako vůbec první národní lyžařský svaz na světě. Zakládajícími členy byl Český Ski klub Praha, Český Krkonošský spolek Ski Jilemnice a Český Ski klub Vysoké nad Jizerou. V té době byly české země součástí Rakousko-uherské monarchie. Stanovy spolku byly schváleny Císařským a královským místodržitelstvím v Praze až 15. 12. 1906 s novým názvem Svaz lyžařů v Království českém. Prvním předsedou svazu se stal právě Jan Buchar.
Z množství horských túr, organizovaných Bucharem, můžeme uvést například výpravu čtyřčlenné skupiny z Dolních Štěpanic do Vrchlabí 9.–10. ledna 1897; cestou strhli lavinu, která jen velkým štěstím nikoho nezranila. Získali tak zkušenost, že je nutné se vyhýbat příkrým svahům s velkou vrstvou sněhu.
Buchar se také zapojil do podpory českých menšin v pohraničí. Například 14.–16. srpna 1900 uspořádal výlet do Liberce. Na původní oznámení zareagovali jen dva lidé; poté, co k této akci vyslovil odpor německý tisk, se ale na protest přihlásilo dvacet účastníků. V České besedě je přijal Václav Šamánek. Turisté pak navštívili Hejnice s klášterem a poutním místem a přes Ferdinandov kolem několika vodopádů došli do Tanvaldu. Výlet se o rok později opakoval s upraveným programem.

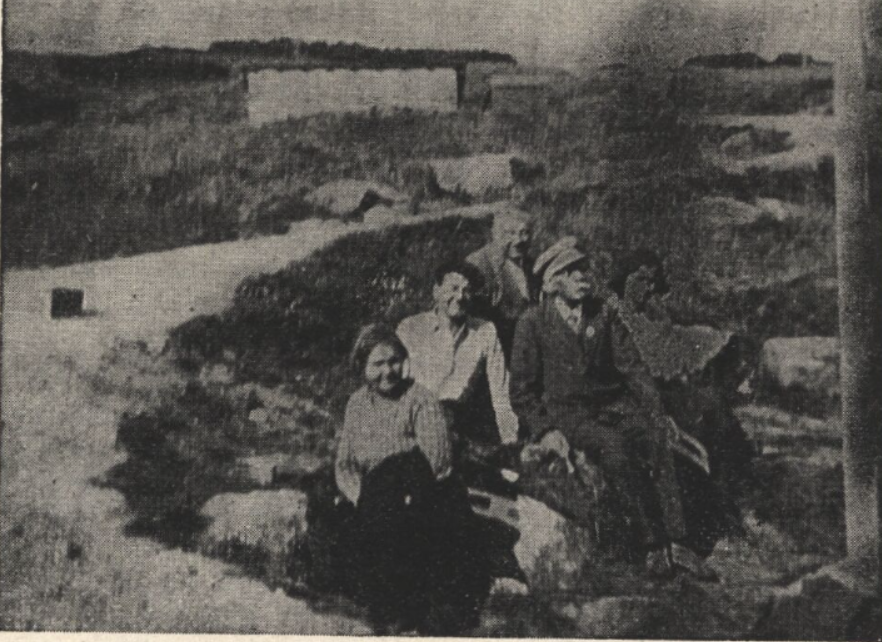
Jan Buchar s rodinou v Krkonoších

V neděli 16. srpna 1908 se při návratu z výletu do Adršpašských skal dostal do konfliktu s německým průvodčím ve vlaku z Trutnova poté, co mu česky odpověděl na německou výzvu k předložení jízdenky. Průvodčí, rozezlený tím, že Buchar trval na diskusi v češtině, mu do kupé na příští stanici posadil dva arogantní vrchlabské Němce se psem, kteří ho při výstupu v Kunčicích fyzicky napadli. Jen zásah přítomného úředníka Severozápadní dráhy přitom zabránil tomu, aby byl Buchar vysazen z vlaku jako viník incidentu; zastání se ale nedočkal ani u českých zaměstnanců v Martinicích. V tisku se tato událost líčila jako další příklad arogance Němců vůči Čechům s podporou vyšších míst.
Letní a zimní turistika, organizovaná Bucharem, změnila tvář Krkonoš. Horské boudy už nebyly v zimě nepřístupné; naopak, příjmy od návštěvníků stoupaly a za zimu se utržilo víc než za léto. Na podporu turistického ruchu se Buchar věnoval i značkování tras, kartografii, spisovatelství a přednáškové činnosti. Například 18. listopadu 1908 uspořádal v pražské Měšťanské besedě prezentaci spojenou s promítáním. Jeho úsilím se také postupně během 30 let dostaly harrachovské boudy od německých k českým nájemcům a informace, poskytnuté Bucharem pražskému Ski klubu, přispěly i k tomu, že nedošlo k poněmčení Benecka. Po Velké válce byl v nové republice aktivním členem Československé národní demokracie.

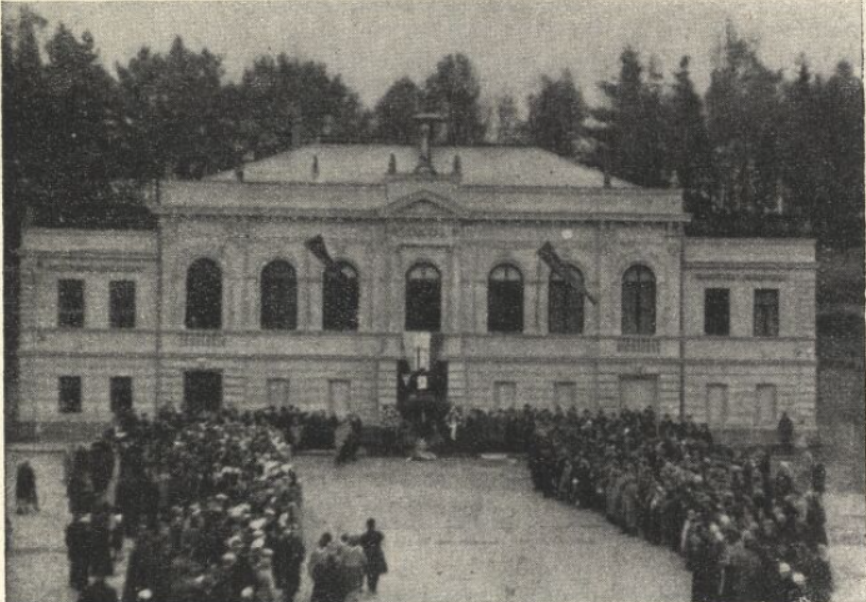
Pohřeb Jana Buchara v Jilemnici dne 30. října 1932

Byl rovněž botanikem, znalcem krkonošské květeny. U Martinovky založil malou botanickou zahrádku (dnes již neexistující, prostor bývalé zahrádky pod Martinovou boudou je dnes 1. zónou KRNAP). Stal se předsedou krkonošské župy Klubu československých turistů.
V neděli 21. prosince 1930 utrpěl v Jilemnici těžké zranění po srážce s osobním autem. Léčil se půl roku, poté byl znovu schopen konat horské túry. Dne 10. října 1932 ho v Praze u Národního divadla porazilo nákladní auto a následkem zranění ještě téhož dne zemřel v nemocnici. Jeho tělo bylo zpopelněno a urna po smutečních obřadech v Jičíně a Jilemnici uložena do rodinné hrobky.

## Ocenění
Za svou aktivní podporu lyžování byl v březnu 1908 jmenován čestným členem Českého ski klubu v Praze.
20. září 1924 slavil 65. narozeniny. Oslavy se konaly na Zlaté vyhlídce u Benecka a navzdory obtížně přístupnému místu na ně přišla řada přátel a spolupracovníků, mezi jinými Josef Rössler (Ořovský) a malíř Cino Jelínek. Při té příležitosti byla dosavadní Bucharova cesta z Jilemnice přes Žalý na Horní Mísečky prodloužena přes Špindlerův Mlýn po jižním svahu Kozích hřbetů (tato část se předtím nazývala Rosegrova cesta). Náměstci ministrů školství a zdravotnictví zaslali blahopřání. O několik dní dříve získal Buchar rovněž čestné občanství města Jilemnice.
Jako jedna z prvních osobností vstoupil do Síně slávy Svazu lyžařů ČR.
Byl rovněž jmenován čestným občanem v Benecku a Dolních Štěpanicích. Stal se čestným členem Klubu československých turistů a dalších sportovních sdružení.

## Dílo
- Seznam děl v Souborném katalogu ČR, jejichž autorem nebo tématem je Jan Buchar
- První výlet Klubu českých turistů do Dalmacie, Černé Hory, Hercegoviny, Bosny a Záhřebu ve dnech od 13. do 30. dubna 1897 (1898)
- Jizerské hory (přednáška 1899)
- Bucharovy výlety do Krkonoš (1911, upravená vydání 1921 a 1925)
- Turistická mapa Krkonoš : 1:56 000 (1925)